# 러셀 민스
러셀 민스(Russell Means, 1939년 11월 10일 ~ 2012년 10월 22일)는 미국의 배우이다.

## 출연 작품
- 데이즈 앤 나이츠 (2014)
- 타이거 아이즈 (2012)
- 더 라스트 호스맨 (2012)
- 홀리 맨: USA vs 더글라스 화이트 (2011)
- 레즈 밤 (2008)
- 브랜도 (2007)
- 언어스드 (2007)
- 패스파인더 (2007)
- 인투 더 웨스트 (2005)
- 먹구름 (2004)
- 대통령을 죽여라 (2004)
- 29 팜스 (2002)
- 링 오브 파이어 (2000)
- 토마스와 마법 기차 (2000)
- 포카혼타스 2 (1998)
- 블랙 캣 런 (1998)
- 라스트 모히칸 2 (1996)
- 윈드러너 (1995)
- 버팔로 걸 (1995)
- 포카혼타스 (1995)
- 올리버 스톤의 킬러 (1994)
- 오글랄라 사건 (1992)
- 라스트 모히칸 (1992)